# 森伊蔵
森伊蔵（もりいぞう）は、日本の鹿児島県垂水市に本拠を置く酒造会社の森伊蔵酒造が製造・販売する芋焼酎のブランドである。

## 特徴
鹿児島産の有機栽培のサツマイモを原料とし、手間の掛かる伝統的な甕壺仕込みにより生産している（ステンレスタンクに比べて発酵を担う微生物が活発に働くため）。芋焼酎にありがちなイモ臭さがない、まろやかな味を特徴としている。出荷時に詰めるガラス瓶も、従来の焼酎に多かった透明や青色から茶色に変えたうえで和紙に包み、紫外線による味の劣化を防いでいる。高級焼酎として人気を博した後も、生産量は明治18年の創業時と同じ4石甕壺50個分（一升瓶換算で年15万本程度）から増やさない方針を掲げており、「幻の焼酎」として知られる。「魔王」「村尾」と合わせて「3M」と呼ばれる。
フランスの元大統領・ジャック・シラクは森伊蔵が大好物で、森伊蔵酒造に直筆の感謝状を送ったこともある。トヨタ自動車社長であった張富士夫がレジオンドヌール勲章を受けた返礼として12本を持参したところ、叙勲式で「これ以上うれしいことはない。よくぞこれだけの本数をそろえていただいた。私のことをアルコール中毒と思わないでくださいね」と語って周囲を笑わせたという。
日本航空では、国内線および国際線ファーストクラスで通年提供しており、当該クラスの乗客は無料で味わうことが出来る。なお同様のサービスを提供しているのは世界の航空会社では日本航空のみである。

## 森伊蔵の由来
「森伊蔵」の裏ラベルに「かめ壺焼酎森伊蔵は、初代より受け継いだ技で、契約栽培のさつまいもを昔ながらのかめ壺でじっくりと熟成発酵させた焼酎です。甘味のあるまろやかな味わいは、蔵元として自慢の焼酎です。 五代当主」とある。森伊蔵酒造の4代目の名前が由来である。1981年に帰郷して、1986年に第5代当主として蔵を継いだ森覚志が、従来の製法や販売方法を「百八十度変える」と志して作り出した。父への敬愛と、森伊蔵という人名が他にいそうになかったことから焼酎の名にすることを思い立った。父の伊蔵は焼酎の味は褒めたものの、己の名をつけることには反対したが、反対されたが故に「百八十度変える」という志に叶うと考えて、森伊蔵という銘柄名を確定させた。
焼酎の銘柄で、人名をブランド名にするはしりでもあった。かつての銘柄は「錦江」（蔵の眼前に広がる錦江湾にちなむ）。このラベルもいくつかの変遷を経ている。最初は「契約栽培」ではなく「有機栽培」だった。

## 販売方法
公式の店頭販売価格は1.8 リットル入り1本2,808円（税込み）で、日本全国65店の特約店での販売のほかに毎月15日に電話で申し込みを受け付けて抽選により販売が行われている。かつては垂水市の生産元で直接販売もしていたが、発売前に日本全国から人が集まるようになって近隣の防波堤沿いに車の行列ができ、警察が出動したり、警察の呼び出しを受けるに至った。このため電話受付に切り替えたが、2時間に100万本を超える電話が殺到してNTTの交換機がハングアップし、近所の電話も不通となる事態を引き起こしたため、1999年からは電話で受け付けた中から抽選で販売するようになっている。この電話による抽選は、確率約0.2 パーセントとされている。
現在は、「森伊蔵1800ml」の電話抽選販売を行っている。毎月15日から25日まで、指定電話番号にて24時間電話予約を受付け、翌月の1日から14日までの間、同じ電話番号にて抽選結果を聞くことができる。当選した場合は、受け取り方法を店頭か郵送の中から選択できる。郵送の場合は、郵便局の払込取扱票に必要事項と地域別の送料と焼酎代を含んだ金額を払い込む。店頭受け取りは、抽選月の2ヶ月後の15日から20日までの間に森伊蔵酒販にて、郵送の場合は、当選月の末日までに払い込みが必要で、2ヶ月後の15日に森伊蔵酒販から発送される。
また、毎年3月から5月の期間限定で日本航空の国際線F/Cクラスで機内販売が実施される（ヨーロッパやアメリカ、ホノルル各路線、原則として1人1本）。
毎月店頭抽選限定で髙島屋各店の店頭にて720mlおよび1800ml、極上森伊蔵720mlの販売を行っている。毎月1日から10日まで店頭で抽選応募、抽選して当選者のみ販売権を郵送にて発送し、21日から月末まで販売権と引き換えに定価にて販売している。
市場に出回った森伊蔵は、オークションやブローカーなどを通じて転売されて1本3万円を超える値段になることもある。銀座の高級クラブなどでは、1本15万円で出すこともある。1983年頃は知名度に乏しく、量販焼酎並みの価格で売られていた。ただし、その頃も店頭販売はほとんどなく米屋等を介して飲食店等へ販売されていた。

## 森伊蔵の種類
- 森伊蔵 1800ml
- 森伊蔵 720ml（いわゆる金ラベル）
- 森伊蔵（日本航空国際線機内販売限定）720ml　国際線（欧米、ホノルル路線）の全クラスで3月から5月までの期間限定で購入できる。1本3,000円。
- 極上森伊蔵 720ml 熟成3年（かつては「極上の一滴」としていた）
- 楽酔喜酒 森伊蔵 600ml 長期熟成 - 2006年11月に髙島屋、山形屋（鹿児島県）、日本航空のシカゴ線で3,000本限定発売された。

### 終売銘柄
- 森伊蔵 (JALUX) 720ml 約1年間JALUXで抽選販売していた。
- 杜氏森伊蔵 1800ml（いわゆるグリーンラベル）
- 隆盛翁 720ml
- あヽ玉杯の同期720ml
- 同期の桜720ml
- 錦江 1800ml

## 偽装事件
希少な焼酎であることから、インターネットオークションで偽造品が出回る問題が発生したことがある。森伊蔵のラベルを偽造し、他社の焼酎を入れた瓶に貼り付けてオークションに出品したもので、約160本を販売して代金約400万円を騙し取ったとして大阪府の飲食店経営者が逮捕され、詐欺罪により懲役2年6か月の実刑判決を受けている。

## 商標問題
福岡県大牟田市の会社によって、中国で無断で商標登録申請が行われていたことが、2010年2月に発覚した。問題の会社は、連絡が取れなくなっているという。